# Иоанн (Калос)
Епи́скоп Иоа́нн (англ. Bishop John, греч. Επίσκοπος Ιωάννης, в миру Христо́дулос Кало́с, греч. Χριστόδουλος Καλός; 29 марта 1928, Чикаго, Иллинойс — 1 декабря 2012, США) — епископ Константинопольской православной церкви, епископ Аморийский. Деятель экуменического движения.

## Биография
Родился 29 марта 1928 года, в Чикаго, штат Иллинойс. Он вырос и получил образование в Бостоне. Он долгое время жил в Такере, штат Джорджия. Хотя он был единственным ребёнком в семье, у него было 6 двоюродных братьев со стороны отца в США и 7 двоюродных братьев со стороны матери в Греции.
Он был выпускником Бостонский греческий колледж и Православную богословскую школу Святого Креста в Бруклайне. Затем окончил богословский институт Афинского университета в Греции. Он также окончил аспирантуру Экуменического института Боссэ, Швейцария. Также обучался в Хантингдонском колледже в Монтгомери, Гарвардской богословской школы и Епископальном богословском факультете в Кембридже, штат Массачусетс.
15 августа 1955 года в Успенской церкви в Бостоне епископом Элейским Афинагором был рукоположён в сан диакона. Служил архидиаконом и помощником библиотекаря в Крестовоздвиженской семинарии в Бруклайне.
21 октября 1956 года тем же епископом в Семинаристской Крестовоздвиженской часовне в Бруклайне был рукоположён в сан священника. Служил священником в церкви Святого Димитрия в Фолл-Ривере, Массачусетс, Благовещенской церкви в Монтгомери, Свято-Троицком соборе в Шарлотте, Северная Каролина, и в Успенской церкви, Бостон.
Служил помощником декана, преподавателем-воспитателем студентов, секретарём и учителем в Крестовоздвиженской семинарии в Бруклайне. Он также служил в качестве временного священника на многих греческих православных приходах в США.
В 1961 году он основал американскую греческую православную общину на военной базе ВВС США в Афинах, где он служил в качестве помощника гражданского капеллана.
17 января 1971 года в Благовещенском соборе в Хьюстоне, штат Техас, архиепископом Американским Иаковом (Кукузисом) в сослужении двух других иерархов был рукоположён в титулярного епископа Фермского, став первым рождённым на американском континенте епископом в греческой православной архиепархии в Америке. После хиротонии служил управляющим Восьмого архиепископского округа с центром в Хьюстоне. В 1974 году центр округа переведён в Денвер.
Епископ Иоанн в ноябре 1977 года принял участие в работе исторического дома Свято-Фотиевская греческая православная национальная Святыня, находящегося в одном из самых древних городов США — Сент-Огастине, штат Флорида. Эта организация стала действовать в старейшем из сохранившихся зданий в Западном полушарии, где начали молиться православные христиане (в ноябре 1777 года помещение было выделено Нью-Смирнской колонией).
В 1978 году назначен управляющим Шарлоттским архиепископским округом. 15 марта 1979 года архиепископские округа были преобразованы в самостоятельные епархии, в связи с чем епископ Иоанн стал епископом Шарлоттским. В 1981 году Шарлоттская епархия была переименована в Атлантскую, в связи с чем он стал епископом Атлантским.
После своего назначения на пост епархиального архиерея Атланты епископ Иоанн возглавил Совет попечителей Свято-Фотиевской Национальной Святыни в августе 1981 года, а когда в январе 1989 года был учрежден пост президента этого исторического дома, он первым занял этот пост, который ему пришлось оставить в 1999 году, в соответствии с Уставом организации, в связи с избранием нового епископа Атлантского.
Состоял членом Постоянной конференции канонических православных епископов Америки (SCOBA). Будучи экуменистом, входил в состав совета директоров Техасской конференции церквей, Оклахомской конференции церквей, Колорадского совета церквей, Совета церквей Джорджии, а также в качестве члена Комиссии регионального и местного экуменизма Национального Совета Церквей и Братства святых Альбана и Сергия.
1 января 1989 года по состоянию здоровья был почислен на покой.
15 октября 1992 года решением Священного Синода Константинопольского Патриархата назначен титулярным епископом Аморийским.
В 2006 году в память о своих любимых родителях основал стипендиальный фонд епископа Иоанна Калоса при греческой православной духовной семинарии Святого Креста в Бруклайне, штат Массачусетс.
1 декабря 2012 года умер в возрасте 84 лет в собственном доме.
В его некрологе отмечается, что более 43 лет он верой и правдой служил Греческой архиепископии.